# Pfeiftopf

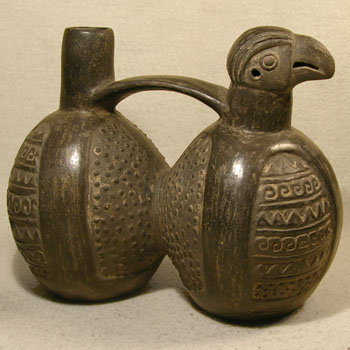
Pfeiftopf mit zwei Körpern

Pfeiftopf oder Pfeifgefäß, spanisch vaso silbador (silbador oder chiflador, „Pfeifer“), auch huaco silbador, englisch whistling pot, französisch vase siffleur, ist ein Typ einer Gefäßflöte aus Ton, die aus dem präkolumbischen Zentral- und Südamerika bekannt ist. Gefäßflöten besitzen anstelle der üblichen Flötenröhre einen ausgeweiteten Körper. Einfache Pfeiftöpfe sind von Pfeiftöpfen mit zwei Körpern zu unterscheiden. Die Gefäße sind üblicherweise zoomorph oder anthropomorph.

## Geschichte und Verwendung
Die ältesten Pfeiftöpfe wurden in Tempeln, Residenzen und Gräbern von Kriegern und Kindern der Vicús-Kultur im Norden Perus gefunden. Sie stammen aus der Zeit ca. 500 v. Chr.  Die Pfeiftöpfe hatten vorwiegend eine rituelle Funktion bei Zeremonien, in der das Verzehren von Getränken üblich war, daher wurden die Töpfe mit Wasser, Chicha und alkoholischen Getränken gefüllt. Noch eine wichtige Funktion war ornamental, diese zum Teil mit der musikalischen gebunden, indem die mit dem Pfeiftopf erzeugenden Töne dem entsprechenden Klang der dargestellten Tiere oder Menschen im Gefäß ähneln.

## Tonerzeugung

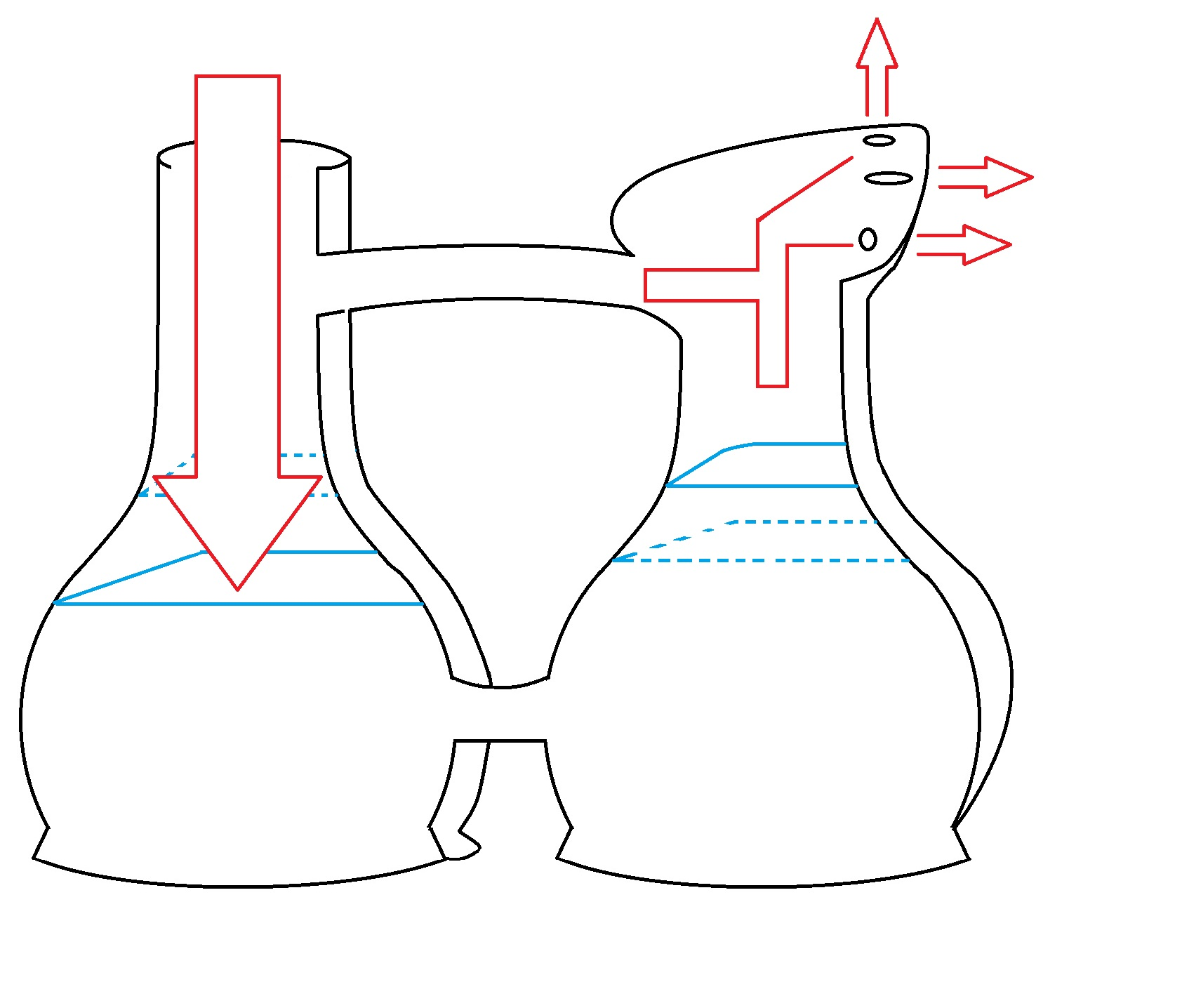
Treiben der Flüssigkeit in einem Pfeiftopf

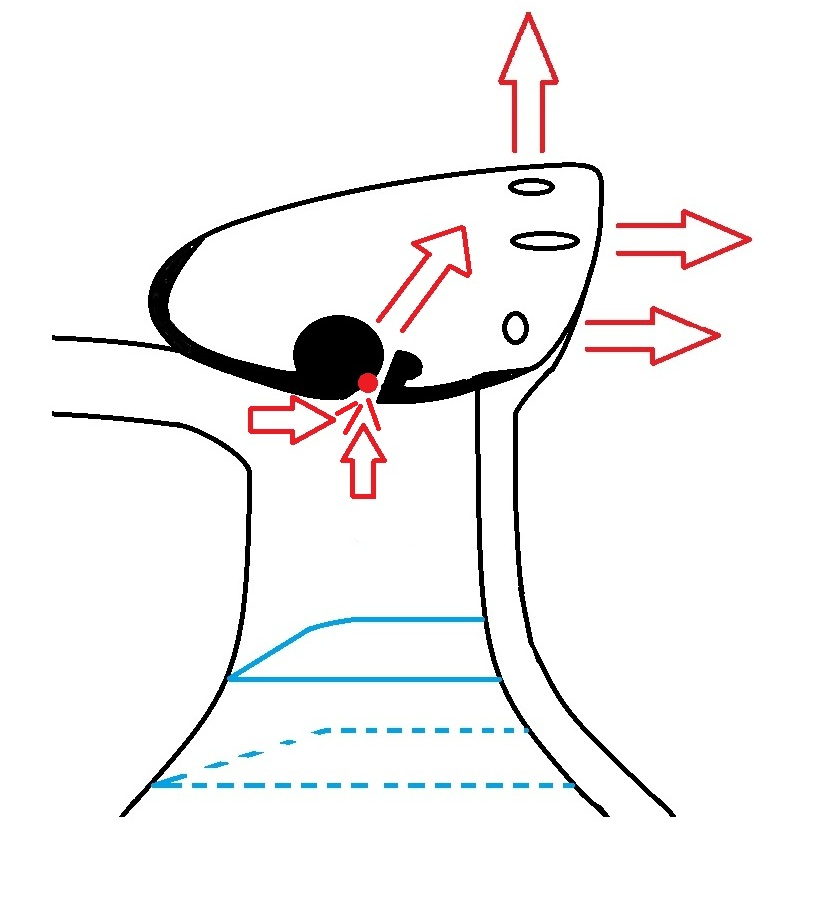
Tonerzeugung im Kopf des zweiten Raums

Der Ton entsteht durch das Blasen gegen die scharfe Kante eines Blasloches. Da eine wichtige Funktion des Pfeiftopfes das Behalten von Flüssigkeiten war, wurde das Instrument in der Regel zugleich entsprechend benutzt. Bei den Pfeiftöpfen mit zwei Körpern wurden die zusammenhängenden Hohlräume mit Wasser oder Chicha (Maisbier) gefüllt. Der durch den engen Hals in den ersten Raum geblasene Luftstrom treibt dessen Wasser oder Chicha in den zweiten, wo er auf die Schneidekante trifft. Danach wird der Luftstrom durch den an der gekoppelten Kugel so genannten Aufschnitt (der Raum zwischen Schneidekante und Kernspalt) geleitet und drängt darin durch den Kopf hinaus, wodurch ein Ton entsteht. Durch die im Pfeiftopf enthaltene Flüssigkeit wird die Klangfarbe des Instruments stark beeinflusst.